# Hamrångefjärden
För insjön med samma namn, se Hamrångefjärden, Gästrikland.
Hamrångefjärden är en tidigare tätort i Gävle kommun, sedan 2015 sammanvuxen med Bergby. I tätorten Hamrångefjärden ingick också mindre bygrupperingar som Rån, Lötvallen, Åbydal, "Syd-Korea" och Hagalund.
Hamrångefjärden är också namnet på den insjö, och före detta havsvik, som ger platsen en naturskön inramning. 

## Historik
Hamrångefjärden omnämns av Carl von Linné i dennes "Lappländska resa" 1732: "Sjön Hamrångefjärden ligger på högra handen och gör vägen för den resande behaglig." Ursprungligen en fäbod tillhörig Hamrånge socken utvecklades Hamrångefjärden till en by och sedermera till ett typiskt stationssamhälle där Ostkustbanan, E4 och industrijärnvägen DONJ (Dala-Ockelbo-Norrsundets Järnväg, den så kallade "Kråkbanan") korsades. 
Under höjdpunkten av Hamrångefjärdens utveckling fanns där tre specieriaffärer, två caféer, campingplats, tandvårdsklinik, pappershandel, järnaffär, urmakare, stationsbyggnad, postkontor, distriktssköterska, folkbibliotek, IOGT-lokal, en biograf samt annat som utmärkte ett stationskluster på 1960-talet.

### Befolkningsutveckling
| Befolkningsutvecklingen i Hamrångefjärden 1950–2010 | Befolkningsutvecklingen i Hamrångefjärden 1950–2010 | Befolkningsutvecklingen i Hamrångefjärden 1950–2010 | Befolkningsutvecklingen i Hamrångefjärden 1950–2010 | Befolkningsutvecklingen i Hamrångefjärden 1950–2010 |
| --------------------------------------------------- | --------------------------------------------------- | --------------------------------------------------- | --------------------------------------------------- | --------------------------------------------------- |
|                                                     |                                                     |                                                     |                                                     |                                                     |
| År                                                  |                                                     |                                                     | Folkmängd                                           | Areal (ha)                                          |
| 1950                                                | 1950                                                |                                                     | 545                                                 |                                                     |
| 1960                                                | 1960                                                |                                                     | 674                                                 |                                                     |
| 1965                                                | 1965                                                |                                                     | 557                                                 |                                                     |
| 1970                                                | 1970                                                |                                                     | 502                                                 |                                                     |
| 1975                                                | 1975                                                |                                                     | 468                                                 |                                                     |
| 1980                                                | 1980                                                |                                                     | 481                                                 |                                                     |
| 1990                                                | 1990                                                |                                                     | 498                                                 | 155                                                 |
| 1995                                                | 1995                                                |                                                     | 508                                                 | 157                                                 |
| 2000                                                | 2000                                                |                                                     | 558                                                 | 157                                                 |
| 2005                                                | 2005                                                |                                                     | 546                                                 | 157                                                 |
| 2010                                                | 2010                                                |                                                     | 509                                                 | 157                                                 |
| Anm.: 2015 sammanvuxen med Bergby                   |                                                     |                                                     |                                                     |                                                     |

## Idrott
Orten har ett eget bandylag som heter Hamrångefjärdens IK.

## Personer från orten
Statsvetaren Stig-Björn Ljunggren växte upp i Hamrångefjärden.